# Флаг Суринама
Госуда́рственный флаг Сурина́ма — принят 25 ноября 1975 года. Имеет пропорции 2:3.
Зелёный цвет — символ плодородия и разнообразия суринамской земли, а также ожидание светлого будущего, Белые полосы— символизируют справедливость и свободу, красный цвет — прогресса и возрождения посредством труда нации. Золотая звезда — символ счастливого будущего, которого можно достичь через единство.
Официальный флаг был выбран в ходе национального отбора. Дизайн флага разработан Жаком Германом Пинасом (Jacques Herman Pinas). Флаг был установлен декретом губернатора Йохана Ферье.

## Исторические флаги
В декабре 1959 года декретом G.B. 1929 № 105 был утверждён первый флаг заморской территории Нидерландов, на котором изображён чёрный эллипс, но после обретения независимости в 1975 году этот флаг не был принят.

Флаг Нидерландов как флаг колонии Суринам (до 1954) и автономного Суринама в составе Королевства Нидерландов (с 1954) 1816 — 14 марта 1966
Флаг автономного Суринама в составе Королевства Нидерландов 1959 — 25 ноября 1975
Флаг губернатора Нидерландской Гвианы

## Другие флаги

Штандарт Премьер-министра Суринама 1975 — 1988
Штандарт Президента Суринама
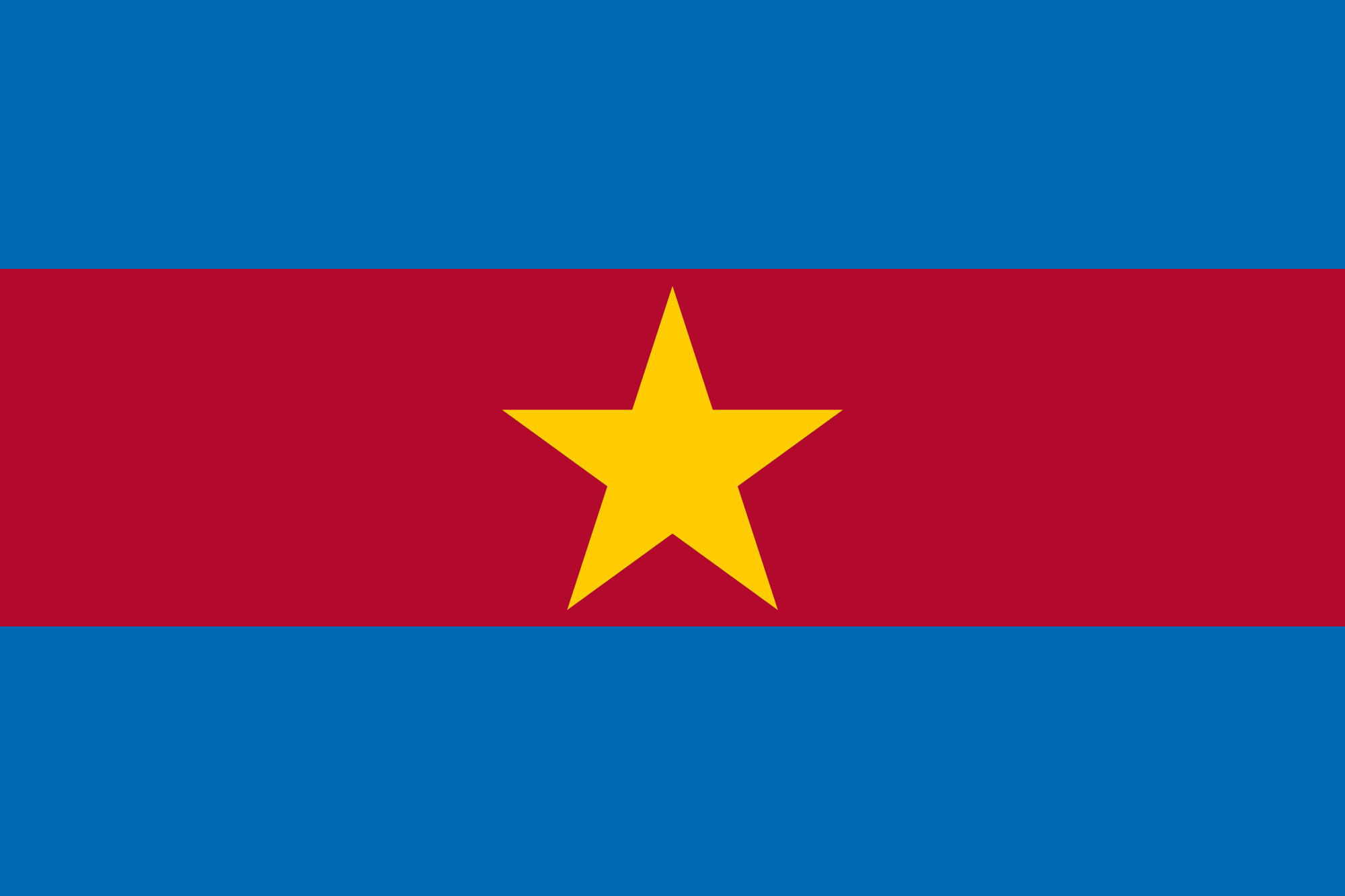
Флаг Вооружённых сил Суринама